# Distretto di Singhanakhon
Il distretto di Singhanakhon (in thailandese: สิงหนคร) è un distretto (amphoe) della Thailandia, situato nella provincia di Songkhla.